# Paolo Faragò
Pancrazio Paolo Faragò (Catanzaro, 12 de fevereiro de 1993) é um futebolista profissional italiano que atua como meio-campo.

## Carreira

### Novara
Paolo Faragò começou a carreira no Novara.

### Cagliari
Faragó se transferiu para o Cagliari Calcio, em 2017.